# Luis Maidana
Luis María Maidana (Pan de Azúcar, 22 febbraio 1934) è un ex calciatore uruguaiano, di ruolo portiere.

## Carriera

### Club
Giocò segnatamente nel Peñarol.

### Nazionale
Fu convocato con la nazionale uruguaiana dal 1959 al 1969, disputando il mondiale del 1962.

## Palmarès

### Competizioni internazionali
- Coppa Libertadores: 2

Peñarol: 1960, 1961
- Coppa Intercontinentale: 1

Peñarol: 1961